# Manu'a-eilanden
De Manu'a-eilanden zijn een eilandengroep in Amerikaans-Samoa.
De groep bestaat uit de volgende eilanden:
- Ta'u (oppervlakte 39 km²; hoogste punt 695 meter)
- Ofu (hoogste punt 494 meter)
- Olosega (hoogste punt 639 meter)

De volgende zoogdieren komen in de groep voor:
- Polynesische rat (Rattus exulans) (geïntroduceerd)

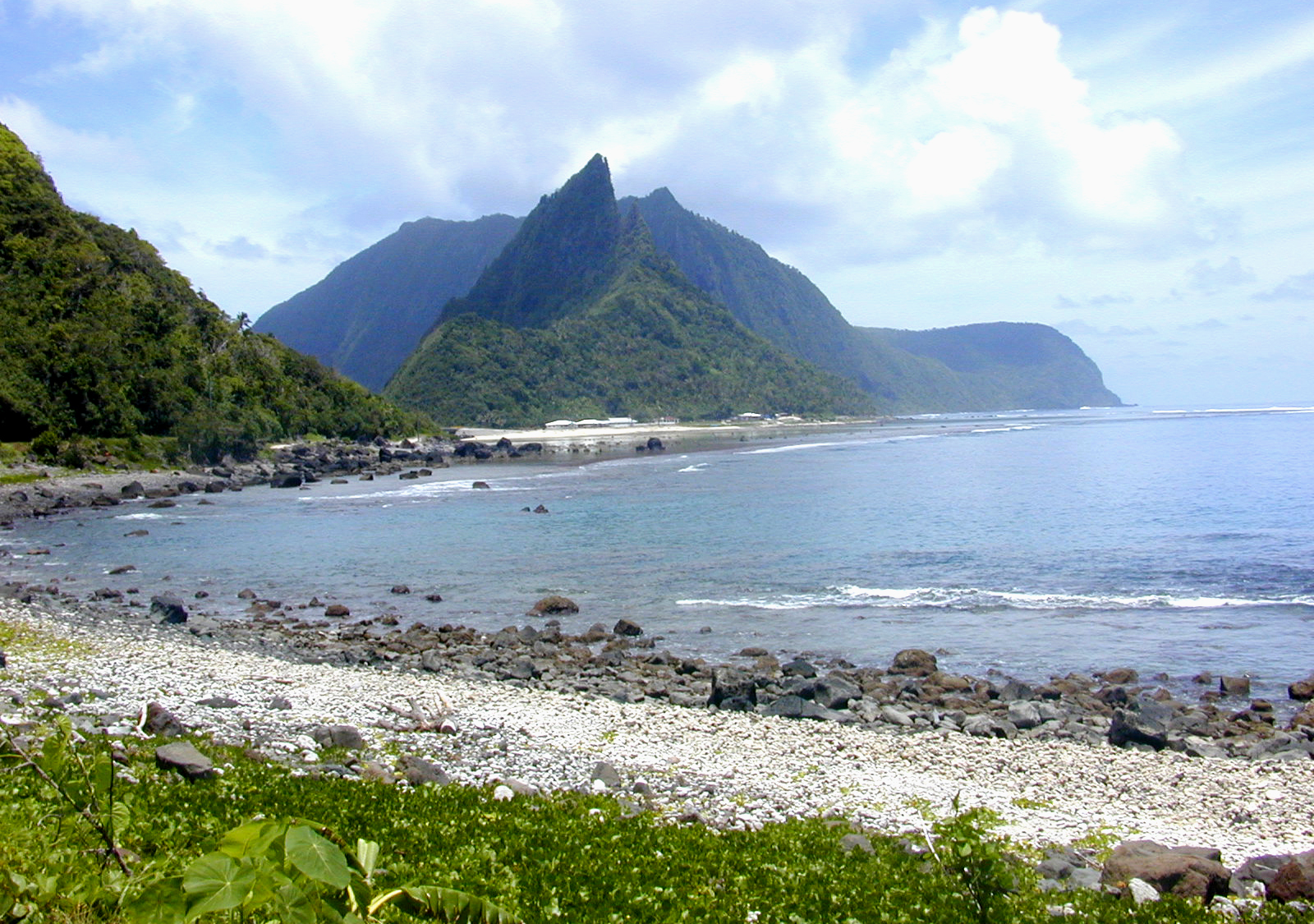
Ofu, gezien vanaf Sili op Olosega

- Pteropus samoensis
- Tongavleerhond (Pteropus tonganus)
- Emballonura semicaudata